# 아누샤 무함마드
아불 무자파르 아누샤 무함마드 바하두르(재위 기간: 1663년 또는 1664년 ~ 1685년)는 히바 칸국의 칸이었다.

## 생애
아누샤 무함마드는 아불 가지 바하두르 칸의 아들로, 아불 가지는 1663년 또는 1664년에 칸의 직위를 아누샤 무함마드에게 양위했다. 아누샤 무함마드는 트란스옥시아나 지역에 대한 파괴적인 원정을 1681년부터 1685년까지 수행했다. 그는 이 과정에서 여러 차례, 짧은 기간 동안 부하라와 사마르칸드를 점령하는 성과를 거두었다. 그러나 최후의 원정에서 실패를 경험했고, 이에 아누샤 무함마드의 에미르들이 그를 죽음으로 몰아넣었다. 이후 히바 칸국은 오랜 기간 동안 불안정한 내부 갈등의 시기를 경험하게 되었고, 종국에는 아랍샤히드 왕조의 종말로 이어졌다.

## 저작
- Šaǰarat al-atrāk : 튀르크의 계보에 대한 책이다. 1644년부터 아누샤 무함마드의 아버지 아불 가지 바하두르 칸이 쓰기 시작하였으나, 죽을때까지 작업을 완료하지 못하여 아누샤 무함마드가 그 작업을 이어받아 1655년에 완성했다. 내용의 대부분은 기억에 의존해 쓰여졌다. 그러나 1450년 이후 샤이반의 후손들의 역사를 알기 위해서는 필수적인 사료이다. 그 이전의 기록에 대해서는 믿기가 힘들다.[2]

## 참고 문헌
- Гулямов Я. Г., История орошения Хорезма с древнейших времен до наших дней. Ташкент. 1957
- Жуковский С. В. Сношения России с Бухарой и Хивой за последнее трехсотлетие. Петроград, 1915
- История Узбекистана. Т.3. Т.,1993.
- История Узбекистана в источниках. Составитель Б. В. Лунин. Ташкент, 1990
- История Хорезма. Под редакцией И. М. Муминова. Ташкент, 1976

| 전임 아불 가지 바하두르 | 제16대 히바 칸국의 칸 1663년 ~ 1686년 | 후임 후다이다드 칸 |